# Saar-Radweg
De Saar-Radweg (Saarfietsroute) is een lange afstandsfietsroute in Frankrijk en Duitsland. De route volgt de loop van de Saar vanaf Sarreguemines tot de monding in de Moezel bij Konz. Een deel van de route in Duitsland is onderdeel van de EuroVelo EV5 Via Romea Francigena. Het traject is bewegwijzerd in twee richtingen. 

## Traject
De route volgt de loop van de Saar en start op de grens tussen Duitsland en Frankrijk in Sarreguemines. De route gaat door het Saarland en Rijnland-Palts en door steden als Saarbrücken en Saarlouis. Bij Mettlach ligt de Saarschleife. In Konz is de monding in de Moezel. Hier kan worden aangesloten op de Moselradweg. 
Het Duitse deel tussen Saarbrücken en Konz is onderdeel van de landelijke route D5 Saar-Moezel-Main.
Het zuidelijk deel van de route tussen Merzig en Sarreguemines loopt parallel met de EuroVelo EV5 Via Romea Francigena.

## Aansluitingen met Europese routes
- In Sarreguemines sluit de route aan op de EuroVelo EV5 Via Romea Francigena. Tussen Merzig en Sarreguemines loopt de route parallel met de EV5.

## Aansluitingen met andere LF- of icoonroutes
- In Konz kan worden aangesloten op de Moselradweg.
- Het deel tussen Saarbrücken en Konz is onderdeel van de landelijke route D5 Saar-Moezel-Main.